# Ryu Seung-woo
Ryu Seung-woo (kor. 류승우; * 17. Dezember 1993 in Gimhae) ist ein südkoreanischer Fußballspieler.

## Karriere

### Anfänge in Südkorea
Seung-woo Ryu spielte als Offensivspieler für die Chung-Ang University sowie in der U-20-Nationalmannschaft. Er erzielte bei der in der Türkei ausgetragenen U-20-WM 2013 in den Gruppenspielen gegen die Auswahl Kubas in der 83. Minute und gegen die Auswahl Portugals in der 45. Minute je ein Tor.

### Wechsel nach Deutschland
Im Juli 2013 meldeten Medien eine Verpflichtung durch den Bundesligisten Borussia Dortmund für weniger als 500.000 € Ablösesumme. Ryu dementierte kurz darauf, dass es bereits eine Einigung gebe, und der BVB erklärte am 23. Juli, dass er auf die Verpflichtung verzichten werde.
Am 18. Dezember 2013 gab Ligakonkurrent Bayer 04 Leverkusen die Verpflichtung Ryus zum Jahreswechsel für zwölf Monate auf Leihbasis bekannt; zudem bestand im Anschluss eine Kaufoption. Sein Bundesligadebüt gab er am 25. Januar 2014 im ersten Spiel nach der Winterpause bei der 2:3-Niederlage im Auswärtsspiel gegen den SC Freiburg, als er in der 83. Spielminute für Heung-Min Son eingewechselt wurde.
Mitte August 2014 zog Bayer 04 Leverkusen die Kaufoption und band Ryu bis zum 30. Juni 2018 an sich. Gleichzeitig wurde er bis zum Jahresende in die 2. Bundesliga an Eintracht Braunschweig ausgeliehen. Sein erstes Tor erzielte Ryu am 2. November 2014, als er beim 2:1-Sieg über den VfR Aalen in der 32. Spielminute zur 1:0-Führung traf. Bis zum Jahresende erzielte er drei weitere Tore. Aufgrund seiner guten Leistungen wurde Ryus Leihe bis zum Saisonende verlängert.
Am 1. Februar 2016 gab der Zweitligist Arminia Bielefeld bekannt, Ryu bis Saisonende auszuleihen. Sein Debüt für Bielefeld gab Ryu am 8. Februar 2016 (20. Spieltag), als er beim 2:1-Heimsieg seiner Mannschaft über den MSV Duisburg in der 88. Spielminute für Christoph Hemlein eingewechselt wurde. Nach seiner Rückkehr zu Bayer 04 Leverkusen im Juli 2016 gehörte Ryu nicht zum Kader der Profimannschaft. Aufgrund seiner Teilnahme an den Olympischen Sommerspielen in Brasilien nahm er auch nicht an der Vorbereitung des Vereins teil.
Am 30. August 2016 wurde er für eine Saison an den ungarischen Erstligisten Ferencváros Budapest verliehen.
Nach dem Ende der Leihe in Ungarn kehrte er in seine Heimat zurück und schloss sich seinem ersten Profiverein, Jeju United, an.
Zwischen Januar 2019 und August 2020 spielte er für Sangju Sangmu FC, welcher ein Militärverein war. Nach Ende seiner Militärzeit kehrte er Jeju United zurück.
Im Februar 2022 wechselte er zu Suwon Samsung Bluewings. Bei den Bluewingst stand er bis Mitte Juli 2023 unter Vertrag. Für die Bluewings bestritt er 34 Ligaspiele. Am 19. Juli 2023 wechselte er nach Anyang, wo er einen Vertrag beim Zweitligisten FC Anyang unterschrieb. Für den Verein bestritt er drei Zweitligaspiele.
Nachdem er ein halbes Jahr vertragslos war, unterschrieb er Anfang Juli 2024 in Thailand einen Vertrag beim Erstligisten Khon Kaen United FC. Am Ende der Saison 2024/25 wurde er mit Khon Kaen Tabellenletzter und musste somit in die zweite Liga absteigen. Für Khon Kaen bestritt er 25 Ligaspiele. Hierbei erzielte er vier Treffer. Nach dem Abstieg wurde sein Vertrag nicht verlängert.